# 偽物語
『偽物語』（ニセモノガタリ）は、西尾維新による青春怪異小説。〈物語〉シリーズ第3弾（通巻4、5巻目）として講談社BOX（講談社）より上巻が2008年9月に、下巻が2009年6月に刊行された。イラストはVOFANが担当している。2012年にテレビアニメ化された。

## 概要
『偽物語』は21世紀初頭、私立直江津高校の周辺に出没する「怪異」に関わった少年少女を描いた青春怪異小説『化物語』の続編である。上巻は主人公・阿良々木暦（あららぎこよみ）の大きい方の妹・火憐（かれん）の話で第六話「かれんビー」、下巻は小さい方の妹・月火（つきひ）の話で最終話「つきひフェニックス」となっている。
時系列的には『化物語』がゴールデンウィーク明けの5月から6月の文化祭までの話だったのに対し、本作はその後の夏休み中の話となっている。テーマはタイトルにもなっている「偽物」と「本物」、そして「正義」。作者の西尾は『化物語』のボーナスステージ的な作品と位置付けており、本筋に無関係な雑談パートにも多くの紙幅が割かれている。『化物語』『傷物語』の6人のヒロイン月も引き続き登場するが、西尾の「登場人物は常に変化し続けるもの」との考えから、髪型や性格に変化がみられるキャラクターが多数存在する。なお、本作『偽物語』の執筆中に『化物語』のアニメ化が決定しており、作中にアニメ化にまつわるメタフィクショナルな発言が散見される。
箱絵は上が逆立ちをする火憐、下が和服を着た月火で対をなしており、イラスト担当のVOFANはシリーズで最も気に入っていると語っている。
当初は『偽物語』でシリーズが完結する予定だったため「つきひフェニックス」が最終話とされたが、羽川翼（はねかわつばさ）と八九寺真宵（はちくじまよい）について書き足りないことがあったため、続刊『猫物語』、『傾物語』が書き下ろされることになった。これに関しては、『偽物語（下）』のあとがきの中でも言及している。そのため、『猫物語』以降のシリーズ作品の話数は形式上のものとなる。

## あらすじ

### かれんビー
蟹、蝸牛、猿、蛇、猫。直江津高校周辺に現れた怪異に関わった5人の少女の事件が解決し、文化祭を終えた夏休み、阿良々木暦は恋人の戦場ヶ原ひたぎによって学習塾跡に監禁される。千石撫子（せんごくなでこ）を苦しめていたおまじないを意図的に流行らせている人間がいるという。黒い喪服のようなスーツに身を包んだ男、その名は貝木泥舟（かいきでいしゅう）。かつて、ひたぎを騙した詐欺師の一人が再びこの町に現れたらしい。
栂の木二中の「ファイヤーシスターズ」の異名を持ち、正義の味方を自称する火憐と月火は、中学に流行ったおまじないの元凶である貝木の居場所を突き止めるが、返り討ちにあってしまう。暦は学習塾跡から脱出し、妹を助けるため、ひたぎと共に貝木と対決する。

### つきひフェニックス
貝木泥舟との対決を終え、上の妹である火憐と少し仲良くなった暦。
夏休みの外出中、暦は影縫余弦（かげぬいよづる）と斧乃木余接（おののきよつぎ）と名乗る不思議な二人組と出会う。再会した貝木によると、彼女らは「不死身の怪異」を専門とするゴーストバスターだと言う。吸血鬼である忍野忍（おしのしのぶ）とその眷属だった自分が目的だと考える暦だったが、彼女らの真の目的は意外な人物だった。
彼女たちの目的、矛先が自分の小さいほうの妹である阿良々木月火（あららぎつきひ）であることを知った暦。余弦の手によって時鳥（ほととぎす）の怪異に憑かれているという月火の正体を目の当たりにする。しかし、暦は不死身で偽物な彼女を自分の妹として、家族としてこれからも変わらず受け入れることを決意する。そして、最終決着をつけるため、忍と共に影縫と余接の待つ塾の廃墟へと向かうのだった。

## 登場キャラクター
「声」はテレビアニメ版における担当声優。
阿良々木 暦（あららぎ こよみ）
声 - 神谷浩史
本作の主人公で語り手。春休みに吸血鬼に襲われたことで不死性を持つ高校三年生男子。前作では鬼太郎のような髪型だったが、首筋にある噛み傷を隠すため髪を伸ばしており、現在はロンゲになっている。
阿良々木 火憐（あららぎ かれん）
声 - 喜多村英梨
暦の上の妹。栂の木第二中学校三年生。スズメバチの怪異に関わる少女。空手を嗜んでおり、肉体派でジャージが似合う。いつもポニーテイルにしていたが、8月に切り落としてしまう。
阿良々木 月火（あららぎ つきひ）
声 - 井口裕香
暦の下の妹。栂の木第二中学校二年生。ホトトギスの怪異に関わる少女。茶道を嗜んでおり、頭脳派で着物が似合う。ことあるごとに髪型を変え、上巻ではダッチ・ボブ、下巻ではワンレングスにしている。
戦場ヶ原 ひたぎ（せんじょうがはら ひたぎ）
声 - 斎藤千和
直江津高校三年生。蟹の怪異に関わった少女。暦から「ガハラさん」というニックネームで呼ばれている。腰まで届く程のロングヘアだったが、上巻と下巻の間にショートヘアになった。
八九寺 真宵（はちくじ まよい）
声 - 加藤英美里
小学五年生。蝸牛の怪異に見舞われた少女。他のヒロインと異なり、容姿・性格に変化が無く、髪型はツインテイルのままとなっている。
神原 駿河（かんばる するが）
声 - 沢城みゆき
直江津高校二年生。猿の怪異に関わった少女。以前はショートヘアだったが、髪が伸びるのが早く、7月の段階では結べそうなくらい伸びている。
千石 撫子（せんごく なでこ）
声 - 花澤香菜
暦の出身校の公立中学校二年生。蛇の怪異に関わった少女。恥ずかしがりなので普段は前髪で目を隠すようにしているが、ここぞという時はカチューシャで前髪を上げる。
羽川 翼（はねかわ つばさ）
声 - 堀江由衣
直江津高校三年生。猫の怪異に関わった少女。文化祭後、髪を肩で切り揃え、眼鏡を止めコンタクトレンズを使用している。
忍野 忍（おしの しのぶ）
声 - 坂本真綾
かつては暦を襲った吸血鬼の末路の姿で、暦と和解後は主従の関係が逆転する。忍野メメから怪異の知識を得ており、彼に代わる役割を担う。前作とは対照的にヒロイン的な立ち位置になっている。普段は暦の影の中に潜んでいる。ミスタードーナツが大好き。
貝木 泥舟（かいき でいしゅう）
声 - 三木眞一郎
かつてひたぎを騙した詐欺師。金銭目的で婦女を騙すことも厭わない。
影縫 余弦（かげぬい よづる）
声 - 白石涼子
京都弁を話す陰陽師。地面を歩けない呪いをかけられており、移動するときは塀の上を通ったり、余接の人差し指の上に立ったまま余接が歩いて移動する。
斧乃木 余接（おののき よつぎ）
声 - 早見沙織
余弦に付き従う童女。口癖は、「――僕はキメ顔でそう言った」。

## 既刊一覧

### 小説
- 西尾維新（著） / VOFAN（イラスト） 『偽物語』 講談社〈講談社BOX〉、全2巻
  - 「上」2008年9月1日発行（9月2日発売[3]）、ISBN 978-4-06-283679-1
  - 「下」2009年6月10日発行（6月11日発売[4]）、ISBN 978-4-06-283702-6

### アニメ関連書籍
- 『偽物語 アニメコンプリートガイドブック』2012年9月28日発売[5]、ISBN 978-4-06-217932-4
  - アニメ『偽物語』完結記念として発売されたガイドブック。エピソードを1話ごとに詳細に解析している。製作スタッフや声優へのインタビューやイラストギャラリーの他、西尾維新書き下ろしの短々編「ひたぎネック」「かれんアームレッグ」「つきひエターナル」「しのぶハウス」を収録。
  - 書き下ろし短々編は彼女の戦場ヶ原を妹たちに紹介する話になっている。
- 『西尾維新アニメプロジェクト プレシャスメモリーズコンプリートカードコレクション偽物語』2013年4月発行、ISBN 978-4-89601-859-2
- 『西尾維新アニメプロジェクト 「偽物語」PremiumアイテムBOX』2014年11月発行、ISBN 978-4-89601-842-4
- 『副物語 アニメ偽物語&猫物語（黒）副音声副読本』全2巻
  - 「上」2015年8月11日発売[6]、ISBN 978-4-06-219697-0
  - 「下」2015年9月17日発売[7]、ISBN 978-4-06-219744-1
  - ブルーレイおよびDVD版に収録された西尾維新書き下ろしによる副音声「キャラクターコメンタリー」の脚本を収録している。

## テレビアニメ
『化物語』、『刀語』、『傷物語』に続く西尾維新アニメプロジェクト第4弾として、2012年1月から3月にかけて独立局ほかにて放送された。『化物語』のテレビ放送終了後、インターネット配信が行われている頃にアニメ化の企画が始動し、『化物語』の視聴者のための作品という方向性で制作が行われた。アニメ化は2011年9月15日にニコファーレにて行われた「西尾維新アニメプロジェクト最新情報発表会」で発表され、発表会の模様はニコニコ生放送でインターネットを通じて配信されて345,435人が視聴した。
作中での時期は『化物語』の約1か月後となっており、髪型が変わったキャラも多く、新たにキャラクターデザインが起こされている。〈物語〉シリーズとしてのアニメ前作である『化物語』とは演出の方針などは変えられており、監督の新房昭之によると、必要以上にキャラクターのアップを拾う、あざといカットを入れる、全体的に口当たりを柔らかにしている、などの方針がとられているといい、文字テロップも大幅に減らされている。
「かれんビー」が7話構成、「つきひフェニックス」が4話構成の全11話。第8話の「つきひフェニックス其ノ壹」では妹の歯磨きだけで丸々1話を使い話題を呼んだ。次回予告はテレビでは放送されず、公式サイトでの配信とBlu-ray/DVD版に収録されている。予告は登場キャラクターが行う形式であり、本作でも『化物語』同様に原作者の西尾維新が書き下ろしている。

### スタッフ
- 原作 - 西尾維新（講談社BOX）
- キャラクター原案 - VOFAN
- 監督 - 新房昭之
- シリーズ構成 - 東冨耶子、新房昭之
- キャラクターデザイン - 渡辺明夫
- 総作画監督 - 渡辺明夫、杉山延寛、山村洋貴
- シリーズディレクター - 板村智幸
- 美術設定 - 大原盛仁
- プロダクションデザイン - 武内宣之
- 美術監督 - 飯島寿治
- 色彩設定 - 日比野仁
- カラーデザイン - 滝沢いづみ
- ビジュアルエフェクト - 酒井基
- 撮影監督 - 会津孝幸
- 編集 - 松原理恵
- 音響監督 - 鶴岡陽太
- 音楽 - 神前暁
- 音楽制作 - アニプレックス
- プロデューサー - 岩上敦宏、松下卓也、久保田光俊
- アニメーション制作 - シャフト
- 製作 - アニプレックス、講談社、シャフト

### 主題歌
オープニングテーマ
テレビ放映版第4話、第7話、第11話ではオープニングテーマは使用されていない。
BD/DVD版では第4話、第7話にオープニングテーマとして「marshmallow justice」が追加された。
「二言目」（第1話、第3話）
作詞 - meg rock / 作曲・編曲 - 神前暁 / 歌 - 戦場ヶ原ひたぎ（斎藤千和）
オープニングディレクター - 龍輪直征
『化物語』「ひたぎクラブ」の主題歌「staple stable」のアンサーソング。チキチキという効果音は手錠の音で、「かれんビー」でひたぎが暦を監禁したことから使われた。
オープニング映像には「Aバージョン」（第1話）と「Bバージョン」（第3話）の2種類がある。Aバージョンでははひたぎがシルエットになっており、Bバージョンではなっていない。
「marshmallow justice」（第2話、第5話、第6話およびBD/DVD版第4話、第7話）
作詞 - meg rock / 作曲・編曲 - 神前暁 / 歌 - 阿良々木火憐（喜多村英梨）
オープニングディレクター - 高津幸央
「かれんビー」の主題歌。火憐は駿河をリスペクトしていることから、「するがモンキー」の主題歌「ambivalent world」のアンサーソングとなっている。火憐のイメージからヒーローテイストの曲調となっている。
「白金ディスコ」（第8話、第9話、第10話、BD/DVD版第11話）
作詞 - meg rock / 作曲・編曲 - 神前暁（MONACA） / 歌 - 阿良々木月火（井口裕香）
オープニングディレクター - 高津幸央
「つきひフェニックス」の主題歌。タイトルは月火の口癖「プラチナむかつく」に由来し、「プラチナディスコ」と読む。月火は和服が好きという設定から曲のテーマは「和ディスコ」となった。
エンディングテーマ「ナイショの話」（第2話 - 第11話、BD/DVD版第1話）
作詞・作曲 - ryo（supercell）/ 歌 - ClariS
エンディングアニメーション - ウエダハジメ（第2話 - 第6話、第8話 - 第10話）
エンディングイラスト - 渡辺明夫、松本元気（第7話）
テレビ放映版第1話ではエンディングテーマは使用されなかったが、BD/DVD版では第1話にも「ナイショの話」が収録されている。
エンディング映像には、「Aバージョン」（第2話、第3話、BD/DVD版第1話）・「Bバージョン」（第4話 - 第6話、第8話）・「Cバージョン」（第9話、第10話）・「かれんビー」最終回用（第7話）・「つきひフェニックス」最終回用（第11話）の5種類がある。

### 各話リスト
| 話数     | サブタイトル              | 脚本     | 絵コンテ               | 演出              | 作画監督                                                               | 提供バック イラスト |
| -------- | ------------------------- | -------- | ---------------------- | ----------------- | ---------------------------------------------------------------------- | ------------------- |
| 第一話   | かれんビー 其ノ壹         | 木澤行人 | 板村智幸               | 板村智幸          | 杉山延寛、松本元気、潮月一也                                           | VOFAN               |
| 第二話   | かれんビー 其ノ貳         | 木澤行人 | 八瀬祐樹               | 八瀬祐樹          | 茂木琢次、牛島希 梶浦紳一郎、山村洋貴                                  | 有馬啓太郎          |
| 第三話   | かれんビー 其ノ參         | 木澤行人 | 板村智幸               | 宮本幸裕 石川俊介 | 杉山延寛、前田達之 村山公輔（レイアウト）                              | 石黒正数            |
| 第四話   | かれんビー 其ノ肆         | 木澤行人 | 八瀬祐樹               | 八瀬祐樹          | 伊藤良明、潮月一也、高野晃久                                           | なもり              |
| 第五話   | かれんビー 其ノ伍         | 木澤行人 | 森義博 岩崎安利 川畑喬 | 美甘義人          | 阿部智之 村山公輔（レイアウト）                                        | あぼしまこ          |
| 第六話   | かれんビー 其ノ陸         | 木澤行人 | 川畑喬                 | 川畑喬            | 中島千明、尾尻進矢                                                     | 葉賀ユイ            |
| 第七話   | かれんビー 其ノ漆         | 木澤行人 | 佐々木満               | 龍輪直征          | 松本元気、茂木琢次、前田達之                                           | 蒼樹うめ            |
| 第八話   | つきひフェニックス 其ノ壹 | 中本宗応 | 板村智幸               | 板村智幸          | 伊藤良明、高野晃久 斉藤敦史、中村直人                                  | カントク            |
| 第九話   | つきひフェニックス 其ノ貳 | 中本宗応 | 大谷肇                 | 宮本幸裕 石川俊介 | 潮月一也、前田達之 赤尾良太郎、櫻井司、杉山延寛                        | 三輪士郎            |
| 第十話   | つきひフェニックス 其ノ參 | 中本宗応 | 芦野芳晴               | 川畑喬            | 阿部智之、伊藤良明、松本元気 高野晃久、佐々木貴宏                      | ブリキ              |
| 第十一話 | つきひフェニックス 其ノ肆 | 中本宗応 | 笹木信作               | 八瀬祐樹          | 潮月一也、赤尾良太郎、前田達之 佐々木貴宏、伊藤良明、高野晃久 渡辺明夫 | 渡辺明夫            |

### 放送局
『化物語』の地上波放送局に群馬テレビ、とちぎテレビ、熊本放送が追加され、BS放送局はBSジャパンからBS11に、CS放送は『化物語』を地上波と同時期にネットを行っていたAT-Xから『偽物語』放送直前に『化物語』を放送したキッズステーションに変更された。動画配信サイトのバンダイチャンネル、ニコニコ動画、楽天ショウタイムでも有料配信される（最新話のみ、一週間無料）。また、2012年4月に放送を開始する携帯端末向け放送、NOTTVでも同月より放送される。
| 放送地域   | 放送局             | 放送期間                | 放送日時           | 放送系列       | 備考                               |
| ---------- | ------------------ | ----------------------- | ------------------ | -------------- | ---------------------------------- |
| 東京都     | TOKYO MX           | 2012年1月7日 - 3月17日  | 土曜 24:00 - 24:30 | 独立局         | E!TV枠                             |
| 栃木県     | とちぎテレビ       | 2012年1月7日 - 3月17日  | 土曜 24:00 - 24:30 | 独立局         |                                    |
| 群馬県     | 群馬テレビ         | 2012年1月7日 - 3月17日  | 土曜 24:00 - 24:30 | 独立局         |                                    |
| 埼玉県     | テレ玉             | 2012年1月7日 - 3月17日  | 土曜 25:35 - 26:05 | 独立局         |                                    |
| 愛知県     | テレビ愛知         | 2012年1月7日 - 3月17日  | 土曜 25:50 - 26:20 | テレビ東京系列 |                                    |
| 近畿広域圏 | 毎日放送           | 2012年1月7日 - 3月17日  | 土曜 26:28 - 26:58 | TBS系列        | アニメシャワー第2部                |
| 千葉県     | チバテレビ         | 2012年1月8日 - 3月18日  | 日曜 25:00 - 25:30 | 独立局         |                                    |
| 神奈川県   | tvk                | 2012年1月8日 - 3月18日  | 日曜 25:00 - 25:30 | 独立局         |                                    |
| 北海道     | テレビ北海道       | 2012年1月10日 - 3月20日 | 火曜 26:00 - 26:30 | テレビ東京系列 |                                    |
| 福岡県     | TVQ九州放送        | 2012年1月11日 - 3月21日 | 水曜 25:43 - 26:13 | テレビ東京系列 |                                    |
| 日本全域   | BS11               | 2012年1月14日 - 3月24日 | 土曜 23:30 - 24:00 | BS放送         | ANIME+枠                           |
| 日本全域   | バンダイチャンネル | 2012年1月14日 - 3月24日 | 土曜 24:00 更新    | ネット配信     | 最新話は一週間無料                 |
| 日本全域   | ニコニコ生放送     | 2012年1月14日 - 3月24日 | 土曜 25:30 - 26:00 | ネット配信     | 最新話は一週間無料                 |
| 日本全域   | ニコニコ動画       | 2012年1月14日 - 3月24日 | 土曜 26:00 更新    | ネット配信     | 最新話は一週間無料                 |
| 日本全域   | 楽天ショウタイム   | 2012年1月16日 - 3月26日 | 月曜 12:00 更新    | ネット配信     | 最新話は一週間無料                 |
| 日本全域   | キッズステーション | 2012年1月20日 - 3月30日 | 金曜 23:30 - 24:00 | CS放送         | リピート放送あり                   |
| 熊本県     | 熊本放送           | 2012年1月29日 - 4月8日  | 日曜 25:50 - 26:20 | TBS系列        |                                    |
| 日本国内   | not tv1            | 2012年4月 -             | 月曜 22:30 - 23:00 | モバキャス     |                                    |
| 日本全域   | WOWOWプライム      | 2013年5月12日           | 日曜 23:00 - 26:30 | BS放送         | かれんビー 全7話を一挙放送         |
| 日本全域   | WOWOWプライム      | 2013年5月19日           | 日曜 23:00 - 25:00 | BS放送         | つきひフェニックス 全4話を一挙放送 |
| 日本全域   | AT-X               | 2014年1月15日 - 3月26日 | 水曜 20:00 - 20:30 | CS放送         | リピート放送あり                   |
| 石川県     | 北陸放送           | 2014年8月7日 - 10月16日 | 木曜 25:58 - 26:28 | TBS系列        |                                    |

### Blu-ray / DVD
テレビアニメを収録したパッケージソフト。Blu-ray Disc完全生産限定版、DVD完全生産限定版、DVD通常版の3種類が発売。
完全生産限定版は主題歌やサウンドトラック、あとがたりを収めた音楽CDなどの各種特典が付属する。前作で好評だった西尾維新書き下ろしのキャラクターコメンタリー（登場キャラクターによるオーディオコメンタリー）は本作にも収録される。第1巻のみ2本立てとなっており、副音声と裏音声の2種類のキャラクターコメンタリーが収録される。
Blu-ray第1巻完全生産限定版は初週約5万枚を売り上げオリコンBlu-ray週間ランキング第2位となった。Blu-ray第2巻完全生産限定版は初週約4万3000枚を売り上げ2012年6月4日付オリコンBlu-ray週間ランキングでシリーズ初の首位を獲得し、第3巻完全生産限定版も初週4.3万枚を売り上げオリコンBlu-ray週間ランキング第2位となった。
| 巻数   | サブタイトル             | 収録話                         | 発売日        | コメンタリー                                                  | 限定版付属CD                       |
| ------ | ------------------------ | ------------------------------ | ------------- | ------------------------------------------------------------- | ---------------------------------- |
| 第一巻 | かれんビー（上）         | 第1話 - 第2話                  | 2012年4月25日 | 副音声：戦場ヶ原ひたぎ、羽川翼 裏音声：千石撫子、阿良々木月火 | marshmallow justice                |
| 第二巻 | かれんビー（中）         | 第3話 - 第5話                  | 2012年5月23日 | 戦場ヶ原ひたぎ、神原駿河                                      | 二言目、劇伴音楽集 其ノ壹          |
| 第三巻 | かれんビー（下）         | 第6話 - 第7話                  | 2012年6月27日 | 八九寺真宵、忍野忍                                            | 劇伴音楽集 其ノ弐&あとがたり完全版 |
| 第四巻 | つきひフェニックス（上） | 第8話 - 第9話                  | 2012年7月25日 | 阿良々木火憐、阿良々木月火                                    | 白金ディスコ&劇伴音楽集 其ノ参     |
| 第五巻 | つきひフェニックス（下） | 第10話 - 第11話                | 2012年8月22日 | 神原駿河、阿良々木火憐                                        | 劇伴音楽集 其ノ肆&あとがたり完全版 |
| BOX    | -                        | 偽物語全11話 猫物語（黒）全4話 | 2015年7月8日  | 単巻に収録された内容と同じ                                    | -                                  |

## パチスロ・パチンコ
パチスロ
- パチスロ偽物語（2016年、サミー）
- A-SLOT偽物語（2016年、サミー）

パチンコ
- ぱちんこCR偽物語（2018年、サミー）